# Empis compsogyne
Empis compsogyne är en tvåvingeart som beskrevs av Frey 1953. Empis compsogyne ingår i släktet Empis och familjen dansflugor. Inga underarter finns listade i Catalogue of Life.